# Leptarctia wrighti
Leptarctia wrighti är en fjärilsart som beskrevs av French 1889. Leptarctia wrighti ingår i släktet Leptarctia och familjen björnspinnare. Inga underarter finns listade i Catalogue of Life.